# It Began on the Clyde
It Began on the Clyde este un film britanic de scurtmetraj din 1946 regizat de Ken Annakin și cu Molly Weir în rolul principal.